# Leonhard Dorst von Schatzberg
Johann Georg Leonhard Dorst (také Leonhard Dorst von Schatzberg; 8. ledna 1809, Řezno – 11. prosince 1851, Zaháň) byl německý architekt, heraldik a genealog.

## Život
Po studiu historie a heraldiky pracoval především jako architektonický kreslíř, ale také jako malíř a heraldik a vydal řadu knih o erbech, mezi nimi především „Slezská heraldická kniha“ a „Heraldická kniha Württemberského království“. Byl velmi erudovaným heraldikem a genealogem a díky publikaci svých poměrně dobře provedených prací o erbech si vysloužil mnoho zásluh o lepší design heraldiky. Byl také členem Hornolužické společnosti věd.
Dorst se v roce 1846 oženil s Charlottou von Prittwitz. Manželství zůstalo bez potomků. Za své zásluhy byl 5. ledna 1850 povýšen knížetem Hohenzollern-Hechingen do šlechtického stavu pod jménem „Dorst von Schatzberg“. Toto uznání bylo vydáno pruským královským dekretem ze dne 19. května 1850.
Jako dvorní architekt tety knížete z Hohenzollern-Hechingenu, zaháňské vévodkyně Doroty ze Zaháňi, se zasloužil mimo jiné o rekonstrukci a jednotný novogotický design kostela Svatého Kříže v Zaháňi. Na hřbitově v Zaháni byl také pohřben 13. prosince 1851.

## Díla
- Slezská erbovní kniha aneb erby šlechty v panovnickém Slezském vévodství, hrabství Glatz a Horní Lužici, Heft I-X po 12 deskách, Görlitz 1842-1846; pokračování tamtéž s 38 s., Görlitz 1848/49 Band 1, Band 2, Band 3
- Heraldická kniha Württemberského království, Halle, Brožura I-X s 12 deskami 1843–1846
- Obecná heraldická kniha – Příručka a vzorník, 2 svazky, Görlitz 1843 a 1846 Band 1, Band 2
- Pohřební památky. Příspěvek k dějinám umění středověku. Sebráno a nakresleno na místě. 2 svazky. Görlitz 1846-1847